# کوجی ناکاجیما
کوجی ناکاجیما (انگلیسی: Koji Nakajima؛ زادهٔ ۲۰ اوت ۱۹۷۷) بازیکن فوتبال اهل ژاپن است.
از باشگاه‌هایی که در آن بازی کرده‌است می‌توان به باشگاه فوتبال جف یونایتد ایچیهارا چیبا و باشگاه فوتبال سانفریس هیروشیما اشاره کرد.